# Villa del Plata
Villa del Plata es una localidad argentina ubicada en el departamento Rosario de la provincia de Santa Fe. Se encuentra al oeste de la ruta provincial 18, 10 km al este de Álvarez, de la cual depende administrativamente. 
Frente a la localidad se halla el loteo Los Pinos perteneciente a la comuna de Villa Amelia, donde hay un puesto de salud que es mantenido por ambos municipios.
El servicio de telefonía es brindado por la Cooperativa de Villa Amelia.

## Población
Cuenta con 259 habitantes (Indec, 2010), lo que representa un incremento del 56% frente a los 166 habitantes (Indec, 2001) del censo anterior. Se la considera parte del aglomerado urbano El Caramelo - Villa del Plata, cuya población total es de 414 habitantes (Indec, 2010).
| Gráfica de evolución demográfica de Villa del Plata entre 1991 y 2010 |
|                                                                       |
| Fuente: Censos nacionales del INDEC                                   |